# Обелиск от войск Пугачёва
Обелиск от войск Пугачёва в Кунгуре был сооружён в честь защитников города от пугачёвцев.
Памятник на Соборной площади города Кунгур был возведён на народные пожертвования к 100-летнему юбилею снятия с Кунгура осады пугачевских отрядов. Проект был разработан городским архитектором Н. А. Вознесенским и утверждён императором Александром II. Памятник был торжественно открыт 26 июня 1893 г. в день празднования иконы Тихвинской Богоматери.

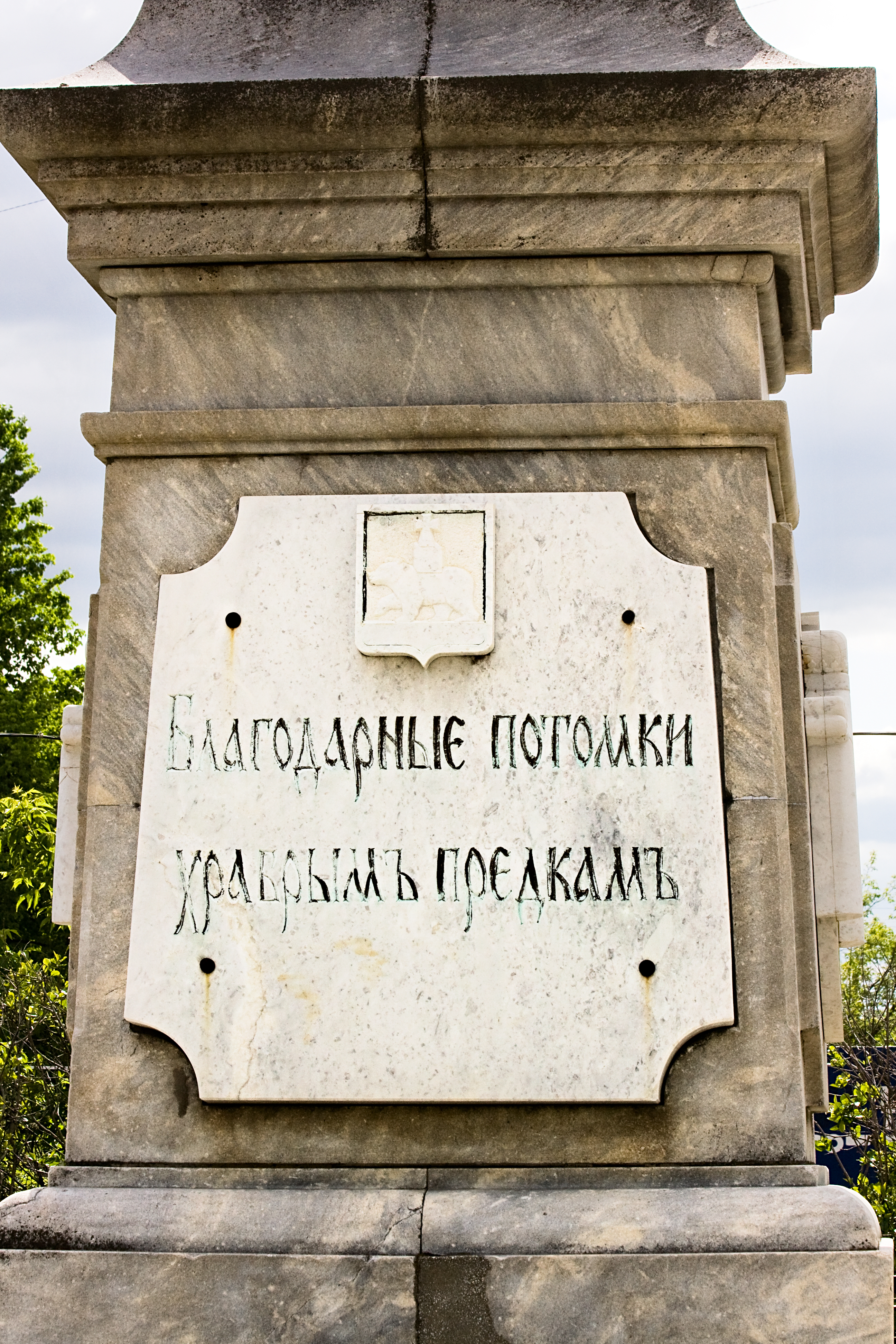
Надпись на обелиске

Памятник был огорожен чугунной решеткой, по углам которой были установлены чугунные фонарные столбы, на каждом из которых по пять фонарей. По сторонам памятника на мраморных тумбах были размещены две старинные чугунные пушки. На сторонах памятника в нижней части на мраморных белых досках золотыми буквами написано: «Благодарные потомки храбрым предкам».
В 1923 году монумент был объявлен памятником крестьянской войне и Емельяну Пугачеву. С верхней части обелиска был убран двуглавый орел, а на вершине была размещена пятиконечная звезда.
В 2000 году была произведена реставрация обелиска — изготовлены плиты из настоящего мрамора, возвращен на стелу двуглавый орёл. В 2001 году появилась новая решетка—ограждение.